# Juan Norberto Eléspuru
Juan Norberto Eléspuru Laso de la Vega (Lima, 26 de octubre de 1846-Berlín, 20 de febrero de 1923) fue un militar y político peruano. Luchó en el Combate del Callao de 1866 y en la Guerra del Pacífico. En esta última participó en la defensa de Lima y en la campaña de la Breña bajo las órdenes del general Andrés Avelino Cáceres, del que fue muy cercano colaborador durante su primer gobierno (1886-1890). En el primer gobierno de José Pardo fue ministro de Guerra y Marina (1907-1908). Fue también senador y diputado ante el Congreso de la República; y presidente del Senado entre 1913 y 1914.

## Biografía
Hijo del general Norberto Eléspuru Martínez de Pinillos y de la escritora Juana Manuela Laso de la Vega y de los Ríos. Miembro de una familia vinculada a la política y a la milicia, era nieto del magistrado y periodista Benito Laso de la Vega y del gran mariscal Juan Bautista Eléspuru y Montes de Oca. Bajo el influjo de su madre, mostró también inclinaciones literarias.
Cursó sus estudios elementales en la escuela de Molinieri, Mayurí y Edmond. Luego, en calidad de cadete, ingresó en 1859 al Colegio Militar del Espíritu Santo, del cual egresó en 1863 con el grado de subteniente. Ascendió sucesivamente a teniente en 1864 y capitán en 1865.
Participó en el Combate del Callao, librado el 2 de mayo de 1866, donde resultó seriamente herido cuando servía uno de los cañones de la Torre de La Merced, en el mismo lugar donde sucumbió heroicamente el secretario de Guerra José Gálvez.
En 1869 fue ascendido a sargento mayor. En 1876, durante el gobierno de Manuel Pardo y Lavalle, tuvo una destacada actuación en el combate de Yacango, enfrentando a la revolución del caudillo civil Nicolás de Piérola. Fue ascendido a teniente coronel y nombrado subdirector de la Escuela Militar.
Al estallar la guerra con Chile e iniciarse los preparativos de la defensa de Lima, fue nombrado subsecretario de guerra (1880). Luchó en las batallas de San Juan y Miraflores (1881). Luego participó en la campaña de la Breña, a órdenes del general Andrés Avelino Cáceres, que lo convirtió en uno de sus ayudantes cercanos, con el cargo de secretario de guerra (1882).
En 1883 fue elegido senador por Huánuco al congreso reunido en Arequipa, que fuera convocado por el presidente Lizardo Montero. Formó parte del grupo de parlamentarios que votaron en contra de la cesión de la provincia de Tarapacá a Chile. Al año siguiente, ya bajo el gobierno de Miguel Iglesias, fue nombrado Director de Guerra.
En 1886 fue elegido diputado por Huamalíes, siendo reelegido hasta 1894. En el primer gobierno del general Andrés A. Cáceres fue nombrado Director de la Escuela Militar, que se inauguró (o más bien se reabrió) el 9 de diciembre de 1889, en el cuartel de Guadalupe. Ya con el grado de coronel, fue nombrado Director de la Academia de Guerra (1891) y Jefe de Estado Mayor del Ejército (1894-1895).
Tras subir por segunda vez a la presidencia el general Cáceres en 1894, estalló la revolución desatada por la coalición cívico-demócrata encabezada por Piérola. Triunfante dicha revolución en marzo de 1895, Eléspuru sufrió las represalias de los vencedores por haber sido uno de los más cercanos colaboradores de Cáceres. Su casa fue atacada por una turba que causó estragos en su nutrida biblioteca.
Tiempo después, y apaciguados los enconos políticos, fue nombrado director de la Academia Superior de Guerra en 1905 y ascendido a General de Brigada en 1907.
En el primer gobierno de José Pardo fue nombrado ministro de Guerra y Marina, formando parte del último gabinete ministerial de dicho régimen, presidido por Carlos Washburn (1907-1908). En 1912 fue ascendido a General de División y acreditado como ministro plenipotenciario en Argentina.
Elegido senador por Lima en 1913, llegó a ser presidente de su Cámara (y por ende, del Congreso) en la legislatura de 1913-1914.
Sus funciones militares y políticas las alternó con los estudios de historia y literatura. Fue miembro fundador del Club Literario, del Ateneo de Lima, de la Sociedad Geográfica de Lima y del Instituto Histórico del Perú; de este último fue presidente de 1916 a 1921. En 1876 fundó La Revista Militar.
Falleció en Charlottenburg, cerca de Berlín, en 1923.

## Publicaciones
- Consideraciones sobre la infantería (1868).
- La táctica moderna (1879).
- Reglamento de ejercicios y maniobras para la infantería del Perú  (1888)